# مقاطعة تيلفير (جورجيا)
مقاطعة تيلفير (بالإنجليزية: Telfair County)‏ هي إحدى المقاطعات في ولاية جورجيا في الولايات المتحدة الأمريكية.

## أعلام
- جيمس إي. ليفينغستون